# Неганов, Максим Юрьевич
Максим Юрьевич Неганов (род. 26 мая 1984) — российский самбист, призёр чемпионатов России и Европы, обладатель Суперкубка мира, мастер спорта России международного класса.

## Спортивные результаты
- Чемпионат России по самбо 2004 года — ;
- Чемпионат России по самбо 2008 года — ;
- Чемпионат России по самбо 2010 года — ;